# Canatha (bướm đêm)
Canatha  là một chi bướm đêm thuộc họ Erebidae.